# Walter el Indigente
Fr. Gautier Sans-Avoir (¿? - 1096) fue uno de los principales dirigentes de la migración conocida como Cruzada de los Pobres, que partió poco antes de la expedición principal de la Primera Cruzada. Es conocido de diferentes maneras por los historiadores. El nombre de pila se escribe también como Walter, Gutierre o por su equivalente español de Gualterio; el sobrenombre Sans-Avoir, que se considera referido a su escasez de patrimonio, suele ser traducido al español como Sin Haber, Sin Blanca, Sin Dinero o El Menesteroso. Las diversas combinaciones de ambos nombres dan lugar a muy diversas denominaciones.
Junto con Pedro el Ermitaño, Gualterio codirigió la cruzada de los pobres a comienzos de la Primera Cruzada. Tras el llamamiento de Urbano II a la reconquista de Tierra Santa, se produjo una migración masiva y espontánea de aldeas, pueblos y ciudades enteras guiadas por líderes espirituales, con el objetivo de retomar la ciudad de Jerusalén conquistada por los turcos.
Partieron bastante antes que el ejército principal de caballeros y sus seguidores (la llamada Cruzada de los príncipes, y que la historia suele designar como Primera Cruzada), atravesando el Sacro Imperio Romano Germánico, el Reino de Hungría y la provincia búlgara del Imperio Romano de Oriente, siguiendo un camino distinto del de Pedro el Ermitaño. Atravesaron Alemania y Hungría, y se dedicaron a saquear el área de Belgrado, atrayéndose la enemistad de los habitantes de la zona. Desde ahí siguieron hasta Constantinopla vigilados por una escolta bizantina.
Gualterio y Pedro se unieron en Constantinopla, en donde Alejo I Comneno les habilitó un transporte marítimo a través del Bósforo, hacia territorio turco. Una vez ahí, y a pesar de los intentos de Pedro por retener a sus hombres, los cruzados se enfrentaron a los turcos poco después de llegar, y fueron masacrados por un ejército profesional enviado contra ellos. Pedro fue capaz de retornar a Constantinopla, pero Gualterio murió junto con sus seguidores en 1096.